# Народна република Конго
Народна република Конго (на френски: République Populaire du Congo) е официалното название на Република Конго в периода 1970 – 1992 г.

## История
НРК е провъзгласена в Бразавил след успешен преврат, организиран от леви военни. Мариен Нгуаби става глава на държавата и въвежда редица промени като национализиране на производството. Нгуаби формира марксистко-ленинистка партия, известна като конгоанска работническа партия (КРП), която е единствена в страната. Въпреки това, Нгуаби е убит през 1977 година.
Подобно на други африкански комунистически страни, Народна република Конго е в тесни връзки със СССР. Въпреки това, правителството на КРП също поддържа близки отношения с Франция.
В средата на 1991 г. на национална конференция е премахната думата „Народна“ от официалното име на страната, като също са заменени знамето и химна на страната, които са използвани в рамките на правителството на КРП.
| Портал | Портал „Африка“ съдържа още много статии, свързани с Африка. Можете да се включите към Уикипроект „Африка“. |